# High Green
High Green er en forstad til Sheffield i Storbritannien. High Green ligger omkring 14 km fra Sheffield centrum.
Det populære indie-rock band Arctic Monkeys kommer derfra.
53°28′23″N 1°29′38″V / 53.473°N 1.494°V